# Roskilde Ring Park
Roskilde Ring Park er en park mellem Søndre Ringvej og baneterrænet ca 500 m sydvest for jernbanestationen i Roskilde. Den er etableret på en del af det område, som motorbanen Roskilde Ring lå på fra 1955 til 1968.
Den har et areal på lidt over 50.000 m2. I parken findes en stor sø, en legeplads samt en discgolf-bane med 12 huller.